# Michele Rinaldi
Michele Rinaldi (ur. 9 stycznia 1987 w Manerbio) – włoski piłkarz występujący na pozycji obrońcy.

## Kariera klubowa
Michele Rinaldi karierę rozpoczynał w Atalanta BC. W 2005 roku trafił do Udinese Calcio, jednak nie zagrał tam ani jednego meczu w Serie A. W 2007 roku został wypożyczony do Parma Calcio 1913, a następnie do AC Rimini. Tutaj rozegrał 13 meczów w Serie B, w sezonie 2007/08 i znalazł uznanie w oczach trenera, gdyż po sezonie przeszedł definitywnie do Rimini. W swym drugim sezonie w Serie B rozegrał 25 meczów, jednak jego drużyna spadła do Serie C1.
Latem 2010 roku Rinaldi został graczem SSC Bari. Potem występował w klubach Benevento Calcio, AC Pavia 1911, AC Cuneo, AC Savoia 1908, AC Prato, ponownie AC  Cuneo, AS Gubbio 1910, US Arezzo, AS Viterbese Castrense i Feralpisalò.
11 września 2020 zasilił skład Imolese Calcio 1919, dla którego rozegrał 41 spotkań.

## Kariera reprezentacyjna
Rinaldi w latach 2003–2007 występował w młodzieżowych reprezentacjach Włoch w kategorii U-16, U-17, U-18, U-19 i U-20.

## Sukcesy
AC Virtus
- mistrzostwo San Marino: 2023/24, 2024/25
- Puchar San Marino: 2024/25
- Superpuchar San Marino: 2023, 2024